# Hiëronymus van Alphen

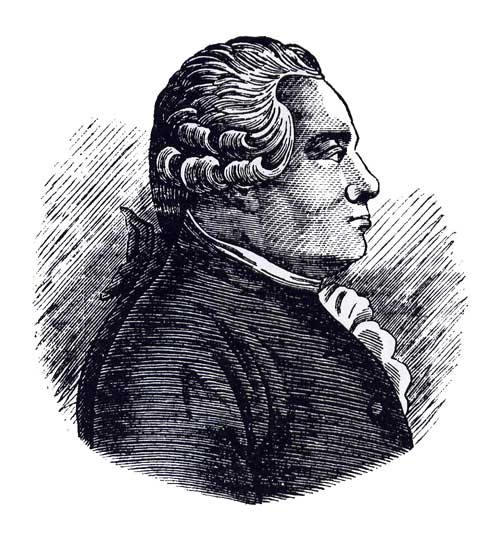
El escritor Hiëronymus van Alphen, retratado por H.J. Backer en 1836).

Hieronymus van Alphen (Gouda, 8 de agosto de 1746 - La Haya, 2 de abril de 1803), escritor neerlandés, primero en su país en escribir poemas para niños.

## Biografía
Era hijo de Johan van Alphen, miembro de la administración municipal de Gouda, y Wilhelmina Lucia van Alphen, y su abuelo fue Hieronymus van Alphen, profesor de la Universidad de Utrecht.
Huérfano de padre a los cuatro años, su madre se trasladó a Utrecht con él y estudió derecho y letras en Leiden, donde se convirtió a una forma de cristianismo pietista. En 1768 Van Alphen se convirtió en un abogado más de Utrecht y en 1772 se casó con una hermana de su amigo Rijklof Michael van Goens, Johanna Maria van Goens, que falleció tres años más tarde al nacer su tercer hijo. En 1780 Van Alphen se convirtió en fiscal general y se volvió a casar con Catharina van Valkenburg Geertruyda, de la que tuvo dos hijos más. En 1789 fue nombrado stadspensionaris (abogado asesor del ayuntamiento) en Leiden. Cuatro años más tarde fue nombrado Tesorero General de la República de las Siete Provincias Unidas (especie de ministro de Finanzas). Pero la República se derrumbó en 1795 y Van Alphen, orangista convencido, renunció a su cargo. Entre 1794 y 1799 murieron dos de sus hijos, un sobrino y una hija y en 1803 el propio Van Alphen falleció de derrame cerebral.
En total, Van Alphen sólo escribió 66 poemas para niños y también lo hizo para adultos sobre temas morales y consideraciones sobre el arte y la religión. Sus poemas infantiles los agrupó en tres libros publicados de forma anónima bajo el título de Kleine gedigten voor kinderen (Utrecht 1778-1782). Estas colecciones tuvieron tanto éxito que se reimprimieron decenas de veces y fueron traducidas al francés, al alemán, al inglés, al frisón y al malayo. Ofrecen una visión moderna del niño, a quien el poeta consideraba como una pizarra en blanco a la que se podía enseñar virtudes como la obediencia, la modestia y el respeto a los padres y a Dios. Pensaba también que debían aprender a través del juego. Sus poemas para ellos usaban estrofas simples y fijas, fáciles de memorizar. El más famoso es De Pruimeboom ("La ciruela", 1779). Compositores como Bartholomeus Rulofs, Ernst Christian Graf y Christian Friedrich Ruppe les añadieron música.

## Obras
- Proeve van stichtelijke mengel-poëzij (1771, reimpreso en 1772, 1773, 1782)
- Klaagzang (1775) (escrito con ocasión de la muerte de su mujer)
- Gedigten en overdenkingen (1777, tres ediciones)
- Kleine gedigten voor kinderen (1778; primera y segunda parte; 1780, tercera parte)
- Theorie der schoone kunsten en wetenschappen (1778 y 1780)
- Digtkundige verhandelingen (1782)
- De waare volksverlichting met opzigt tot godsdienst en staatkunde beschouwd (1793)
- Kleine bijdragen tot bevordering van wetenschap en deugd (1796)
- Predikt het evangelium allen creaturen (1801)
- Proeve van liederen en gezangen voor den openbaaren godsdienst (1801-1802)